# Antonio Zarzana
Antonio Zarzana Pérez (Jerez de la Frontera, Cádiz, 21 de marzo de 2002) es un futbolista español que milita en el Unión Deportiva Ibiza de la Primera Federación.

## Trayectoria
Comenzó jugando al fútbol sala en el S. D. Jerez 93 como benjamín y de ahí pasó a jugar a fútbol 7 con el Elcano, con el que llegó a marcar 192 goles en una sola temporada. Tras disputar un torneo en Portugal, y con los ojeadores del Liverpool F. C., Real Madrid, Real Betis Balompié y Bayern de Múnich tras él; el Sevilla F. C. decidió ficharlo a la edad de ocho años.

### Sevilla F. C.
En la temporada 2017-18, siendo todavía cadete, es convocado por Tevenet y terminó jugando contra el C. D. Numancia en partido de la Segunda División. Esa misma temporada, a pesar de tener ofertas del Real Madrid y el Liverpool, accedió a tener un contrato profesional con el equipo hispalense. Con la llegada de Paco Gallardo como entrenador del filial sevillista dio el salto definitivo una temporada después.
Julen Lopetegui lo convocó para la concentración sevillista para jugar la Supercopa de Europa, donde participó en un amistoso contra el Athletic Club y algo más tarde empezó a formar parte del banquillo habitualmente tanto en la Liga como en Liga de Campeones, debutando oficialmente contra el C. D. Ciudad de Lucena en partido de Copa del Rey.

#### Cesiones
El 10 de agosto de 2022 fue cedido al Club Sport Marítimo portugués para disputar la temporada 2022-23. Sin embargo, el 11 de enero fue cancelada la cesión y pasó a formar parte del C. D. Numancia en calidad de cedido.

### U.D. Ibiza
Tras quince años en las filas sevillistas, en julio de 2024 fichó por la Unión Deportiva Ibiza de la Primera Federación.

## Palmarés
| Título             | Club (*)         | País   | Año     |
| ------------------ | ---------------- | ------ | ------- |
| Segunda Federación | Sevilla Atlético | España | 2023-24 |